# Януш (ім'я)
Я́нуш (пол. Janusz) — чоловіче ім'я, яке зустрічається переважно в Польщі.
Відомі особи
- Януш Острозький
- Януш Радзивілл
- Януш Вишневський
- Януш Куртика